# Pandercetes peronianus
Pandercetes peronianus là một loài nhện trong họ Sparassidae.
Loài này thuộc chi Pandercetes. Pandercetes peronianus được Charles Athanase Walckenaer miêu tả năm 1837.